# سهير خاشقجي
سهير خاشقجي (من مواليد 1947) روائية سعودية من أصل تركي وسوري.

## حياتها
ولدت سهير خاشقجي في الإسكندرية في 1947. كان والدها محمد خاشقجي، أول طبيب في المملكة العربية السعودية ومن أوائل من ساهموا في توفير الكهرباء للبلاد. بينما كانت والدتها سميحة أحمد من أصل سوري،[بحاجة لمصدر] أما أخيها فكان تاجر الأسلحة المعروف عدنان خاشقجي. لاحقاً، انتقل والدها بزوجته وأبنائه إلى الإسكندرية لرفع مستوى تعليم أبنائه حيث ألحقهم بمدارس أجنبية.
كانت سهير تتحدث بطلاقة اللغة العربية والإنجليزية والفرنسية في سن الرابعة عشرة، كما كانت فنانة موهوبة. مُدحّت مواهبها الأدبية والفنية، فيما واصلت الفوز بالعديد من الجوائز عن قصصها القصيرة إضافة إلى رسوماتها ولوحاتها خلال سنوات مراهقتها.
ثم انتقلت إلى الولايات المتحدة الأمريكية والتحقت بجامعة سان خوسيه بولاية كاليفورنيا لمدة عام قبل أن تنتقل إلى بيروت، لبنان حيث واصلت دراستها في الجامعة الأمريكية في بيروت. ثم أكملت شهادتها في الفن والديكور في مركز بيروت للديكور الداخلي وعملت بعدها كمصممة ديكور داخلي ورسامة. وأقامت أول معرض لها في بيروت في 1969، كما صممت العديد من أغلفة كتب أختها الراحلة سميرة خاشقجي، التي كتبت العديد من الروايات العربية المشهورة جداً.
تزوجت سهير خاشقجي مرتين انتهتا بالطلاق ولديها أربعة أبناء. نشرت روايتها «السراب» في 1996 بالولايات المتحدة والتي تُرجمت إلى 20 لغة. وتقيم حالياً في نيويورك، الولايات المتحدة الأمريكية.

## أعمالها
- السراب، 1999[7]
- أغنية نادية، 2002
- موزاييك، 2002